# Carmenta corni
Carmenta corni (tên tiếng Anh: Aster Borer Moth) là một loài bướm đêm thuộc họ Sesiidae. Nó được Edwards miêu tả năm 1881. Nó được tìm thấy ở Bắc Mỹ, bao gồm Wisconsin.
Con trưởng thành bay từ tháng 7 đến tháng 8.
Ấu trùng ăn các loài rễ của Veronica và Aster và Eurybia macrophylla.